# American Skin (41 Shots)
American Skin (41 Shots) è una canzone di Bruce Springsteen, ispirata alla morte di Amadou Diallo, dovuta all'esplosione di 41 colpi di arma da fuoco, di cui 19 andati a segno, da parte della polizia di New York nel 1999.
Springsteen la eseguì la prima volta in un concerto ad Atlanta, il 4 giugno 2000; era l'ultimo concerto prima del tour finale a New York, al Madison Square Garden. Il brano fu eseguito anche in quest'ultimo concerto e portò ad alcune controversie nella città, dove la Patrolmen's Benevolent Association, il sindacato degli ufficiali di polizia, ha cercato di boicottare il concerto di Springsteen.
Il brano è stato pubblicato in una versione dal vivo in Live in New York City. Infine, una versione registrata in studio nel 2013 è stata inserita nell'album High Hopes.